# Mariine, Krasnopillea
Mariine (în ucraineană Мар'їне) este un sat în comuna Turea din raionul Krasnopillea, regiunea Sumî, Ucraina.

## Demografie
Componența lingvistică a localității Mariine
     Ucraineană (94,83%)
     Rusă (5,17%)
Conform recensământului din 2001, majoritatea populației localității Mariine era vorbitoare de ucraineană (94,83%), existând în minoritate și vorbitori de rusă (5,17%).